# جبريل سكوت
جبريل سكوت (بالنرويجية البوكمول: Gabriel Scott)‏ هو كاتب للأطفال وكاتب وشاعر نرويجي، ولد في 8 مارس 1874 في ليث ‏ في المملكة المتحدة، وتوفي في 9 يوليو 1958 في آرندال في النرويج.

## وصلات خارجية
- جبريل سكوت على موقع IMDb (الإنجليزية)
- جبريل سكوت على موقع قاعدة بيانات الفيلم (الإنجليزية)